# Löwenstein (Niemcy)
Löwenstein (MAF: /ˈløːvn̩ˌʃtaɪ̯n/, posłuchajⓘ) – miasto w Niemczech, w kraju związkowym Badenia-Wirtembergia, w rejencji Stuttgart, w regionie Heilbronn-Franken, w powiecie Heilbronn, wchodzi w skład wspólnoty administracyjnej Obersulm. Leży ok. 12 km na południowy wschód od Heilbronn, przy drodze krajowej B39.

## Galeria

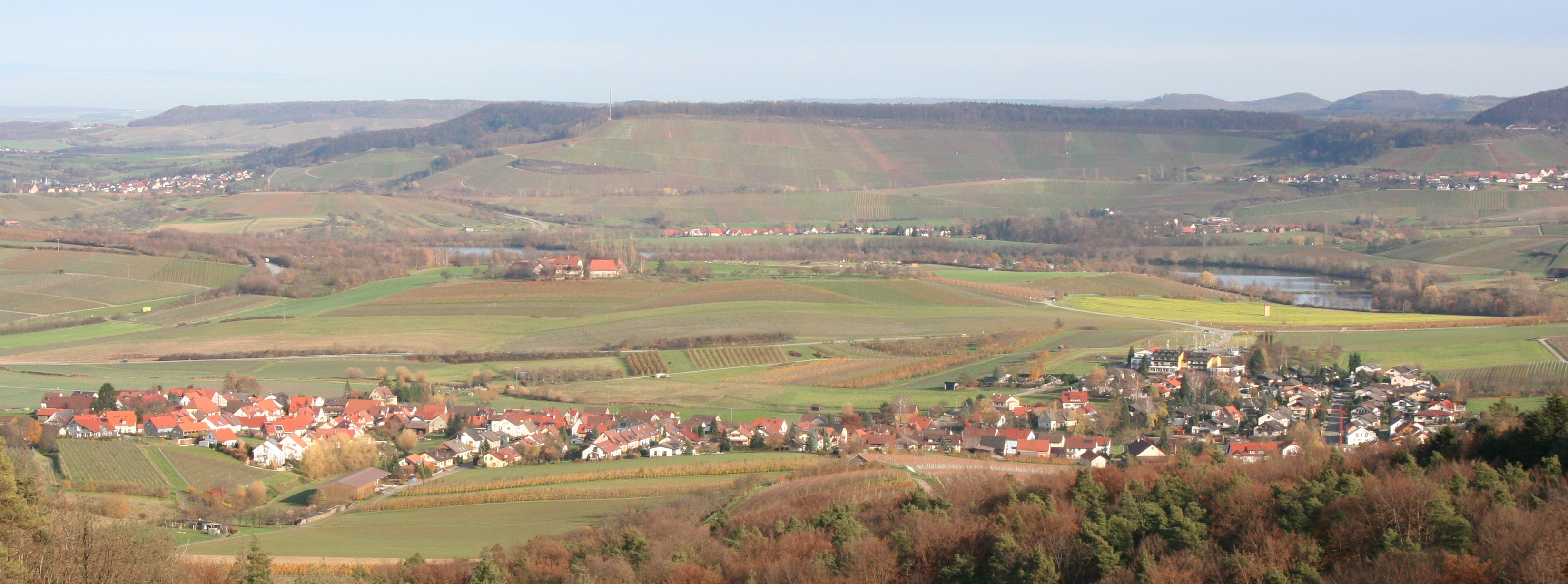
Dzielnica Hößlinsülz
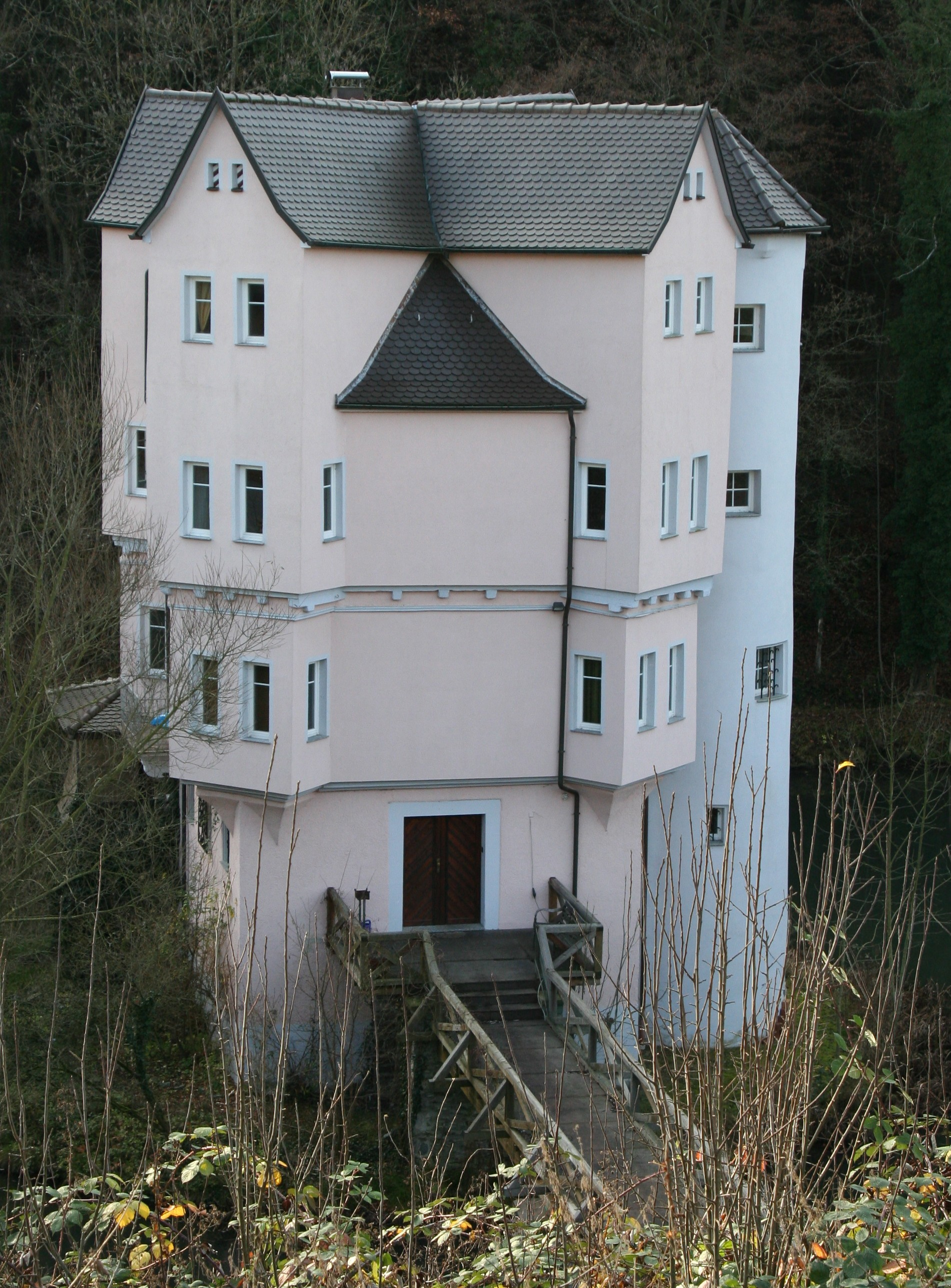
Zamek na wodzie
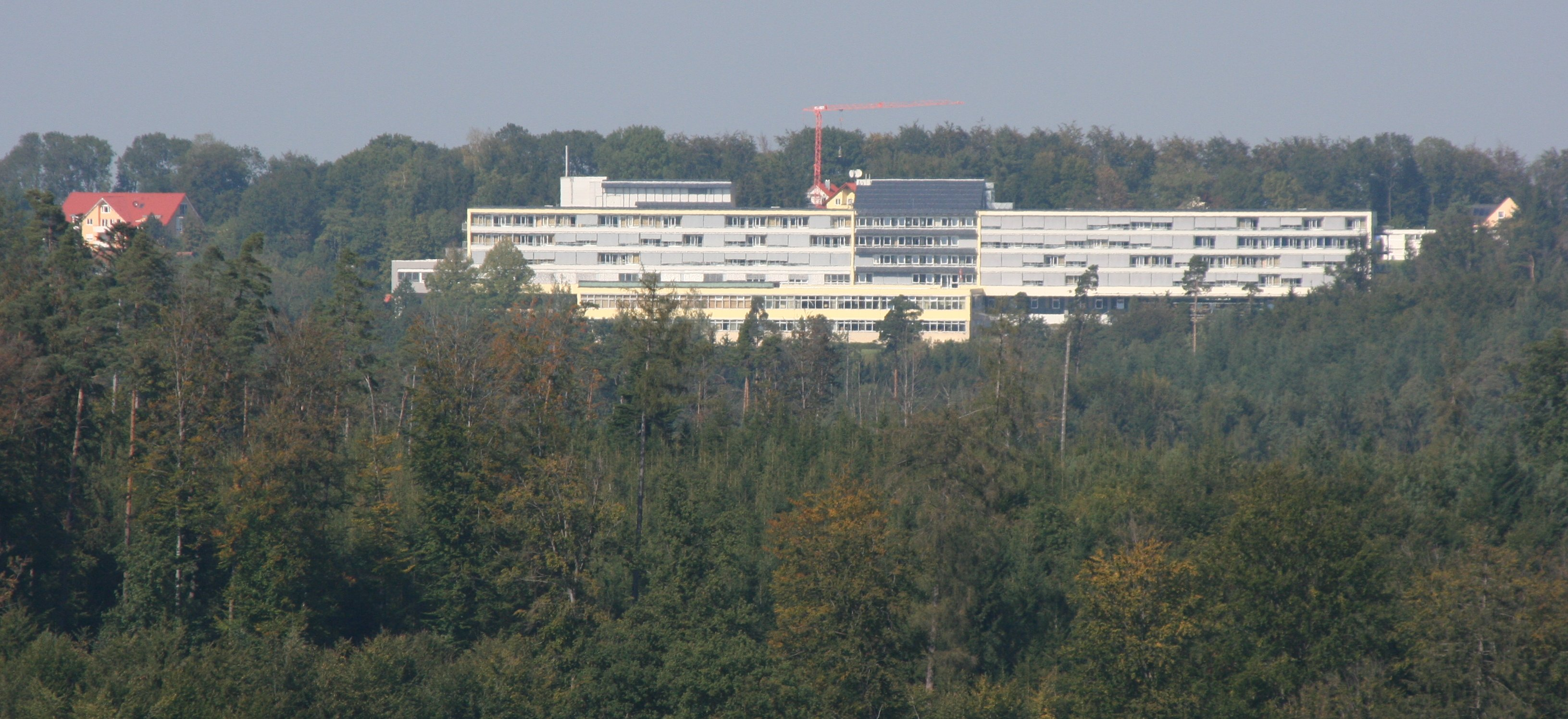
Klinika